# Crescenzo di Bonito
San Crescenzo è stato un giovane cristiano che subì il martirio, probabilmente durante l'impero di Diocleziano; è venerato dalla Chiesa cattolica come santo martire.

## Agiografia
Di lui sappiamo con certezza solo quello che si può desumere dall'iscrizione trovata sulla sua tomba nel cimitero di Santa Ciriaca in Roma; una lapide marmorea recava incisi i simboli del martirio e la scritta: 
(Lapide di San Crescenzo nelle Catacombe di Santa Ciriaca, Roma)
Crescenzio sarebbe stato un bambino undicenne che, per la sua fede cristiana, agli inizi del IV secolo fu giustiziato. La madre ne curò la sepoltura nella catacomba romana. Molti dettagli agiografici sono comunque confusi con quelli di san Crescenzio di Roma.

## Culto
Nel luglio dell'anno 1800, il corpo del giovanissimo martire fu trasferito nella chiesa madre del paese di Bonito (AV) dal padre domenicano Luigi Vincenzo Cassito che lo donò alla locale arciconfraternita della Buona Morte. La salma venne deposta in un'urna dorata collocata sulla parete destra della chiesa. Accanto venne posta l'antica lapide tratta dalla sepoltura originaria.